# Иокогамский метрополитен
Иокогамский метрополитен (яп. 横浜市営地下鉄 Ёкохама сиэй тикатэцу) — система метро в японском городе Иокогама. Оператором метрополитена является Иокогамское городское транспортное бюро (яп. 横浜市交通局 Ёкохама-си Ко:цу:кёку). Все линии метрополитена полностью автоматизированы, на всех станциях установлены автоматические платформенные ворота.

## Линии
| Символ | Линия   | Название      | Открыта | Последнее расширение | Длина км/миль      | Количество станций |
| ------ | ------- | ------------- | ------- | -------------------- | ------------------ | ------------------ |
| B      | Линия 1 | Синяя линия   | 1972    | 1999                 | 19,7 км (12 миль)  | 17                 |
| B      | Линия 3 | Синяя линия   | 1985    | 1993                 | 20,7 км (13 миль)  | 16                 |
| G      | Линия 4 | Зелёная линия | 2008    | -                    | 13,1 км (8,1 миль) | 10                 |
| Всего  | Всего   | Всего         | Всего   | Всего                | 53,5 км (33 миль)  | 42                 |

Линия 1 и 3 работают в качестве единой линии.